# 阿托胡利
阿托胡利（西班牙語：Hato Julí），是巴拿馬的城鎮，位於該國西北部，由恩戈貝-布格雷特區的米羅諾區負責管轄，面積10.6平方公里，海拔高度319米，2010年人口1,504，人口密度每平方公里141.9人。